# Tutti pazzi (film)
Tutti pazzi (It's in the Bag!) è un film del 1945 diretto da Richard Wallace. Il film è conosciuto in Italia anche con il titolo È arrivata l'infelicità.
È un film commedia statunitense con Fred Allen, Jack Benny e Don Ameche. È basato sul romanzo del 1928 Le dodici sedie di Il'ja Arnol'dovič Il'f ed Evgenij Petrovič.

## Produzione
Il film, diretto da Richard Wallace su una sceneggiatura di Lewis R. Foster, Fred Allen, Jay Dratler, Alma Reville e Morrie Ryskind con il soggetto di Ilya Ilf e Yevgeni Petrov, fu prodotto da Jack H. Skirball per la Manhattan Productions Il titolo di lavorazione fu Fickle Fortune.

## Colonna sonora
- The Curse of an Aching Heart (1913) - parole di Henry Fink, musica di Al Piantadosi, cantata da Don Ameche, Victor Moore, Rudy Vallee e Fred Allen
- Sunday, Monday or Always (1943) - musica di Jimmy Van Heusen, parole di Johnny Burke, cantata da Frank Sinatra
- Sweet Genevieve (1869) - musica di Henry Tucker, parole di George Cooper, cantata da Fred Allen
- Song of the Volga Boat Men - tradizionale
- Wedding March (1850) - di Richard Wagner, cantata dalla Bendix Gang

## Distribuzione
Il film fu distribuito con il titolo It's in the Bag! negli Stati Uniti dal 21 aprile 1945 al cinema dalla United Artists.
Altre distribuzioni:
- in Svezia il 26 novembre 1945 (5:te stolens hemlighet)
- in Australia il 20 giugno 1946 (The Fifth Chair)
- in Francia il 30 giugno 1947 (La cinquième chaise)
- in Portogallo il 14 giugno 1948 (A Cadeira da Fortuna)
- in Danimarca il 14 luglio 1948 (Den 5. stol)
- negli Stati Uniti il 2 settembre 1952 (redistribuzione)
- nel Regno Unito (The Fifth Chair)
- in Brasile (Está no Papo)
- in Italia (Tutti pazzi)